# Табокас до Брежо Вельо
Табокас до Брежо Вельо (на португалски: Tabocas do Brejo Velho) е град и община в Бразилия, щат Баия, мезорегион Крайно западна Баия, микрорегион Котежипи. Според Бразилския институт по география и статистика през 2010 г. общината има 11 428 жители.